# Rahim Ememi
Rahim Ememi (17 mei 1982) is een Iraans wielrenner. 
Bij een dopingcontrole tijdens de Ronde van Iran in 2011 testte hij positief op clenbuterol. Hij werd geschorst tot 29 juni 2013 en zijn resultaten in de Ronde van Iran en de Ronde van Singkarak werden geschrapt.
Op 18 oktober 2016, de dag van de door Ememi gewonnen eerste etappe van de Jelajah Malaysia, testte hij positief op het gebruik van anabole steroïden. Hiermee was hij, na Naser Rezavi, de tweede renner van Pishgaman Giant die binnen een periode van twaalf betrapt werd op dopinggebruik. Ememi werd voorlopig geschorst. Later schorste de UCI hem voor zevenenhalf jaar en werden al zijn uitslagen vanaf de Maleisische etappekoers geschrapt.

## Overwinningen
2009
 Iraans kampioen op de weg, Elite
2011
1e en 4e etappe Ronde van de Filipijnen
Eindklassement Ronde van de Filipijnen
2e en 5e etappe International Presidency Tour
2013
Bergklassement Ronde van China I
4e etappe Ronde van Ijen
Bergklassement Ronde van Ijen
2e etappe Ronde van Fuzhou
Eindklassement Ronde van Fuzhou
6e etappe Ronde van het Poyangmeer
2014
 Iraans kampioen op de weg, Elite
4e etappe Ronde van Singkarak
4e etappe Ronde van Iran
Bergklassement Ronde van Iran
2015
5e etappe Ronde van Japan
Bergklassement Ronde van Japan
Eindklassement Ronde van Fuzhou
2016
2e etappe Ronde van Singkarak
1e etappe Jelajah Malaysia
1e en 4e etappe Ronde van Fuzhou
Eind- en bergklassement Ronde van Fuzhou

## Ploegen
- 2008 –  Tabriz Petrochemical Team
- 2010 –  Giant Asia Racing Team (vanaf 1-7)
- 2011 –  Azad University Iran
- 2013 –  RTS-Santic Racing Team (vanaf 1-7)
- 2014 –  Pishgaman Yazd
- 2015 –  Pishgaman Giant Team
- 2016 –  Pishgaman Giant Team